# Paranormal Activity
Paranormal Activity è un film del 2007 montato, fotografato, prodotto, scritto e diretto da Oren Peli.

## Trama
San Diego. Micah e Katie sono due giovani fidanzati che convivono in una villetta. Durante la loro convivenza si manifestano strani eventi, come inspiegabili e inquietanti rumori notturni e oggetti lasciati su un mobile e ritrovati sul pavimento. Katie rivela di essere tormentata da quando aveva otto anni da un'invisibile e opprimente entità, che lei concepisce come una "presenza" paranormale. Sempre all'età di 8 anni, la sua casa è andata a fuoco facendo perdere a lei e alla sua famiglia qualsiasi effetto personale. Micah, prima scettico, ma ora allarmato, decide dunque di comprare una videocamera per riprendere ciò che accade durante la notte.
Inizialmente si verificano bizzarri avvenimenti, come il lieve muoversi della porta della camera da letto ma, con il susseguirsi delle notti, accadono fatti sempre più insoliti. La giovane coppia decide così di chiedere aiuto a un medium, il quale deduce che la presenza non sia un semplice spirito o fantasma, bensì un vero e proprio demone, consigliando loro di contattare un demonologo suo conoscente. Quando questo viene contattato, la coppia scopre che è partito e che deve aspettare parecchi giorni prima del suo ritorno. Un giorno Micah, impaziente, porta a casa una tavola ouija (nonostante il medium avesse ordinato loro di non farlo assolutamente), e quando la coppia esce di casa, questa si muove formando delle parole e strane incisioni, per poi prendere fuoco. Il ragazzo ha poi l'idea di cospargere di polvere di talco alcune parti del pavimento della casa, in modo che i giovani possano constatare se, durante la notte, tale presenza cammini nei corridoi; avvenimento che effettivamente si verifica. Alla fine di tale avvenimento, cercando la fonte dei rumori notturni, trovano in soffitta una vecchia foto di Katie.
La ventesima notte si giunge all'apice delle attività paranormali: Katie viene trascinata giù dal letto e per tutto il corridoio da una forza invisibile, lasciandole una strana escoriazione sulla schiena. Il giorno dopo la presenza è sempre più forte, tanto che riesce a strappare una foto ritraente Katie e Micah. Katie, terrorizzata, avverte la presenza che le respira addosso e la fissa. La coppia decide allora di lasciare la casa, ma all'ultimo momento una Katie sotto uno strano tipo di ipnosi e quasi in trance dice a Micah di rimanere a casa poiché sarebbe andato tutto bene. Proprio quella notte, però, il demone si impossessa per la seconda volta del corpo di Katie, che si sveglia e fissa Micah che dorme per diverse ore, ripresa dalla telecamera. Poi scende al piano di sotto e inizia a gridare. Micah si sveglia e la raggiunge. La videocamera è sempre sul cavalletto in camera da letto e fa soltanto sentire i rumori che provengono dal piano di sotto. Le urla ad un certo punto cessano. Poco dopo si sente qualcuno che sale pesantemente le scale. Il corpo di Micah viene scagliato brutalmente verso la videocamera. Subito dopo Katie arriva nella camera con i vestiti macchiati di sangue e, carponi, dopo aver controllato il fidanzato, si scaglia con la faccia alterata contro la telecamera. Viene rivelato agli spettatori che la polizia troverà il cadavere di Micah qualche giorno dopo, mentre resta un mistero dove si trovi Katie.

## Produzione e distribuzione
Il 14 ottobre 2007 e il 18 gennaio 2008 la pellicola, girata nello stile di falso documentario, viene proiettata rispettivamente allo Screamfest Film Festival e allo Slamdance Film Festival, ma viene distribuita nelle sale statunitensi solamente a partire dal 9 ottobre 2009 diventando un caso cinematografico: costata poco più di 15 000 dollari, in poche settimane ha toccato quota 108 milioni di dollari di incassi. Per il basso budget utilizzato, i due protagonisti furono pagati solo 500 dollari ciascuno; tuttavia, visto il successo del film, Katie e Micah sono stati in seguito maggiormente ricompensati. Attualmente l'incasso è pari a 193 milioni di dollari. Il lungometraggio è stato interamente girato nell'abitazione del regista Peli in soli dieci giorni.

## Versioni del film
Esistono diverse versioni del film. Ad esempio, la scena finale mostrata nei cinema di tutto il mondo non è la stessa che venne proiettata a Screamfest e Burbank.

### Versione originale
Il montaggio originale del film, che venne spedito ai potenziali distributori, conteneva sette minuti in più. Diverse scene erano assenti, come ad esempio il momento in cui Katie scopre che le sue chiavi erano finite sul pavimento o quando i protagonisti trovano il vetro della cornice con la loro foto danneggiata. Questa versione però contiene delle scene assolutamente inedite al pubblico, come un montaggio video di una ragazza posseduta (la cui storia su Internet era stata letta nel film da Micah) che masticava parti del suo corpo, o scene in cui Katie vomitava del sangue.
Nel finale originale non viene inizialmente rivelata l'uccisione di Micah di fronte alla telecamera, ma vede Katie ritornare nella stanza da letto dal piano di sotto, con in mano un coltello e macchie di sangue sul suo vestito. Si siede poi sul letto e cade immediatamente in uno stato catatonico. Intorno alle 6:15, suona la sveglia di Micah. Verso l'ora di pranzo, circa le 13:55, l'amica di Katie, Amber, chiama a casa e arriva circa verso le 21:00, scoprendo il corpo ormai senza vita di Micah al piano di sotto. Dopo circa 30 minuti arriva la polizia che vede Katie dondolare sul letto con un coltello nelle mani. Uno dei poliziotti la persuade nel lasciare il coltello ma Katie, in stato confusionale dopo che il demone ha abbandonato il suo corpo, non obbedisce e chiedendo di Micah si avvicina sempre più verso di loro, finché non viene esploso un colpo di pistola. Il film finisce con la polizia che scopre la cassetta della telecamera. Questo finale è stato poi cambiato su suggerimento di Steven Spielberg.

### Seconda versione
È la versione vista nei cinema, ovvero quella in cui Katie risale le scale, scaraventa Micah verso la telecamera e si mette carponi avvicinandosi al corpo del fidanzato per poi scagliarsi, con faccia malvagiamente alterata, contro la telecamera. Si tratta del finale suggerito da Steven Spielberg.

### Terza versione
Esiste una terza versione del film edita su DVD e Blu-ray Disc. In questa versione Katie ritorna nella stanza da letto dopo le urla angoscianti di lei e Micah che si udivano dal piano di sotto. Con sé tiene in mano un coltello ed è sporca di sangue. Successivamente chiude a chiave la porta della camera, si avvicina alla telecamera con un sorriso quasi compiaciuto e si taglia la gola.

## Polemiche
Negli USA il film è siglato dalla R di Restricted, ossia riservato ai minorenni accompagnati. Nel Regno Unito è vietato dai 15 anni in giù; in Germania e nei Paesi Bassi si può vedere solo a partire dai 16 anni.
In occasione delle proiezioni nelle sale italiane nel febbraio 2010, il film non ha ricevuto alcun divieto da parte della commissione di censura cinematografica. Ciò ha causato l'insorgere delle associazioni per la tutela dei minori e il Codacons, che hanno chiesto a gran voce di vietare la visione del film ai minori di 18 anni, richiesta caldeggiata dall'ex ministro per le attività culturali Sandro Bondi. Sotto accusa anche i passaggi dei trailer del film in orari di fascia protetta.

## Critica
Sul sito Rotten Tomatoes ha ottenuto l'82% di approvazione.
Dario Argento, noto regista italiano di film horror, ha giudicato negativamente Paranormal Activity durante una conferenza stampa nell'ambito dell'ottava edizione del Florence Korea Film Fest, rassegna di cinema sud coreano svolto a Firenze dal 12 al 20 marzo 2010. In tale occasione, Argento ha dichiarato di aver visto il film di Oren Peli, ritenendolo «una gran boiata, una scemenza pazzesca che non fa nemmeno paura. È stato solo un fenomeno pubblicitario».

## Serie
Il film ha dato inizio a una lunga serie di seguiti, alcuni dei quali rappresentano prequel.
Ordine di uscita:
1. Paranormal Activity
2. Paranormal Activity 2
3. Paranormal Activity 3
4. Paranormal Activity 4
5. Il segnato
6. Paranormal Activity - Dimensione fantasma

Ordine cronologico nella finzione:
1. Paranormal Activity 3
2. Paranormal Activity 2
3. Paranormal Activity
4. Paranormal Activity 4
5. Il segnato
6. Paranormal Activity - Dimensione Fantasma